# Psychoderelict
Psychoderelict é um álbum conceitual composto, produzido e gravado por Pete Townshend. Alguns personagens e temas apresentados nesta obras voltariam a ser retratados no romance The Boy Who Heard Music, apresentado no álbum Endless Wire do The Who e posteriormente adaptado em forma de um musical.
Lançado em 1993, Psychoderelict foi concebido por Townshend em 1991 mas, apesar de ter feito várias demos, um acidente de bicicleta no mesmo ano o forçou a suspender as gravações até que seu punho se recuperasse. O álbum gira em torno do personagem Ray High, um recluso e decadente astro de rock dos anos 60.

## Faixas
Versão com diálogos
1. "English Boy"
2. "Meher Baba M3"
3. "Let's Get Pretentious"
4. "Meher Baba M4 (Signal Box)"
5. "Early Morning Dreams"
6. "I Want That Thing"
7. "Dialogue Introduction to "Outlive the Dinosaur"
8. "Outlive the Dinosaur"
9. "Flame (demo version)"
10. "Now and Then"
11. "I Am Afraid"
12. "Don't Try to Make Me Real"
13. "Dialogue Introduction to "Predictable"
14. "Predictable"
15. "Flame"
16. "Meher Baba M5 (Vivaldi)"
17. "Fake It"
18. "Dialogue Introduction to "Now and Then (Reprise)"
19. "Now and Then (Reprise)"
20. "Baba O' Riley (Reprise)"
21. "English Boy (Reprise)"

Versão sem diálogos
1. "English Boy"
2. "Meher Baba M3"
3. "Let's Get Pretentious"
4. "Meher Baba M4 (Signal Box)"
5. "Early Morning Dreams"
6. "I Want That Thing"
7. "Outlive the Dinosaur"
8. "Now and Then"
9. "I Am Afraid"
10. "Don't Try to Make Me Real"
11. "Predictable" (com um verso adicional ausente na versão com diálogos)
12. "Flame"
13. "Meher Baba M5 (Vivaldi)"
14. "Fake It"
15. "English Boy (Reprise)"